# Langues à l'île Norfolk
Il y a deux langues officielles  sur  l'Île de Norfolk: l'Anglais et le Norfolfk. L'anglais, en raison de l'influence de la Grande-Bretagne et l'Australie, les deux puissances coloniales, qui ont administré l'Île de Norfolk, est la langue dominante.  Le Norfolk, une langue créole basé sur l'anglais et le tahitien et amené sur l'île par les descendants des mutins de la Bounty venant de l'Île de Pitcairn, était parlé par 580 personnes selon un recensement de 1989. Il est étroitement lié au Pitcairnais.